# Monte Autore e Monti Simbruini centrali
Monte Autore e Monti Simbruini centrali este o arie protejată (arie specială de conservare — SAC, sit de importanță comunitară — SCI) din Italia întinsă pe o suprafață de 6.685 ha, integral pe uscat.

## Localizare
Centrul sitului Monte Autore e Monti Simbruini centrali este situat la coordonatele 41°57′00″N 13°13′34″E / 41.95°N 13.226111°E.

## Înființare
Situl Monte Autore e Monti Simbruini centrali a fost declarat sit de importanță comunitară în iunie 1995 pentru a proteja 1 specie de plante și 16 specii de animale. Situl a fost protejat și ca arie specială de conservare în decembrie 2016.

## Biodiversitate
Situată în ecoregiunea mediteraneană, aria protejată conține 8 habitate naturale: Izvoare petrifiante cu formare de travertin (Cratoneurion), Pajiști alpine și subalpine calcaroase, Formațiuni de Juniperus communis pe lande sau pajiști calcaroase, Lespezi calcaroase, Pajiști alpine și boreale, Pajiști uscate seminaturale și facies de acoperire cu tufișuri pe substraturi calcaroase (Festuco-Brometalia) (* situri importante pentru orhidee), Pante stâncoase calcaroase cu vegetație casmofită, Păduri de fag din Apenini cu Taxus și Ilex.
La baza desemnării sitului se află mai multe specii protejate:
- plante (1): Himantoglossum adriaticum
- păsări (7): acvilă de munte (Aquila chrysaetos), ciocănitoare cu spate alb (Dendrocopos leucotos), șoim călător (Falco peregrinus), muscar-gulerat (Ficedula albicollis), ciocârlie de pădure (Lullula arborea), gaia neagră (Milvus migrans), viespar (Pernis apivorus)
- amfibieni (3): Bombina pachypus, Salamandrina terdigitata, Triturus carnifex
- mamifere (2): lupul (Canis lupus), urs brun (Ursus arctos)
- nevertebrate (3): croitorul mare al stejarului (Cerambyx cerdo), Euplagia quadripunctaria, Rosalia alpina
- pești (1): salmo cettii (Salmo cetti)

Pe lângă speciile protejate, pe teritoriul sitului au mai fost identificate 8 specii de plante, 6 specii de păsări, 1 specie de amfibieni, 6 specii de mamifere, 1 specie de nevertebrate.